# 한국디지털미디어고등학교
한국디지털미디어고등학교(韓國디지털미디어高等學校)는 대한민국 경기도 안산시 단원구 와동에 있는 사립 고등학교이다.

## 학교 연혁
- 2001년 10월 25일 : 학교설립 승인 및 IT분야 특성화고등학교 지정(경기도 교육청)
- 2002년 3월 5일 : 개교 및 제1회 입학식
- 2003년 2월 27일 : 생활관 준공(전교생 수용규모)
- 2005년 2월 4일 : 제1회 졸업식(94명 졸업)
- 2006년 7월 16일 : 학교법인 이산학원 김종현 이사장 취임
- 2007년 2월 13일 : 자율학교 지정(경기도 교육청)
- 2009년 4월 15일 : 정보기술문화센터 준공(4,425.58m2)
- 2011년 9월 23일 : 체육관 준공
- 2015년 9월 22일 : 체육관 수평증축 학교 부지 확장
- 2018년 11월 19일 : 스마트팜 준공
- 2019년 10월 31일 : 우정학사(제2생활관) 준공
- 2023년 3월 2일 : 제7대 남승완 교장 취임
- 2024년 1월 11일 : 제20회 졸업식(183명, 누적 3,517명)
- 2024년 3월 4일 : 제23회 입학식

## 설치 학과
- e-비즈니스과
- 디지털콘텐츠과
- 웹프로그래밍과
- 해킹방어과

## 참고 자료
- 한국디지털미디어고등학교 - 한국교육학술정보원 학교알리미